# Mayhem (Marvel)
Pour les articles homonymes, voir Mayhem (homonymie).
 (août 2018).
Si vous disposez d'ouvrages ou d'articles de référence ou si vous connaissez des sites web de qualité traitant du thème abordé ici, merci de compléter l'article en donnant les références utiles à sa vérifiabilité et en les liant à la section « Notes et références ».

Mayhem (Brigid O'Reilly) est un personnage de fiction apparaissant dans les comics américains publiés par Marvel Comics.
Brigid O'Reilly fait sa première apparition live dans la série télévisée liée à l' Univers cinématographique Marvel Cloak & Dagger jouée par Emma Lahana.

## Historique de publication
Le personnage de la détective Brigid O'Reilly est d'abord apparu dans La Cape et l'Épée #1 (octobre 1983), et a été créé par Bill Mantlo et Rick Leonardi. Par la suite, elle est apparue dans les numéros #2 à 4 (novembre 1983-janvier 1984) de la même série, et les numéros #1-5 (juillet 1985-mars 1986) de la deuxième série de La Cape et l'Épée.
Dans La Cape et l'Épée vol. 2 no 5 (mars 1986), Brigid a subi une transformation radicale et s'est fait connaitre en tant que Mayhem. Le personnage est apparu par la suite, en tant que Mayhem, dans La Cape et l'Épée no 6-9 (mai–novembre 1986), Strange Tales #13-15 (avril–juin 1988), no 19 (octobre 1988), The Mutant Misadventures of Cloak and Dagger no 1-2 (octobre, décembre 1988), no 5-6 (juin, août 1989), no 8 (novembre 1989), no 10-18 (février 1990-juin 1991), Web of Spider-Man Annual no 9 (1993) et no 10 (1994).
Mayhem a reçu une entrée dans l'Official Handbook of the Marvel Universe no 8. Cependant, quelques planches en couleurs ont été inversées dans ce numéro, et ces pages, y compris Mayhem, ont été imprimées correctement dans le no 9.

## Biographie fictionnelle
Brigid O'Reilly est une détective de la police de Manhattan quand elle apprend que la Cape et l'Épée attaquent les criminels dans son secteur. Au début, elle voulait ramener les deux devant la justice, mais finalement, elle a appris à faire confiance aux jeunes justiciers.
Plus tard, elle prend une escouade d'agents de police pour enquêter sur un entrepôt appartenant à la même compagnie pharmaceutique qui a été chargé de donner les pouvoirs à la Cape et l'Épée. Certains policiers corrompus, dirigés par Roger Falcone, exposent les autres agents de police à un gaz asphyxiant. Dans son dernier souffle, Brigid jure de se venger de Falcone. Alors que Brigid allait mourir, La Cape et l'Épée la trouvent, pensant qu'ils étaient arrivés trop tard pour sauver les autres services de police, la Cape l'entoure dans son obscurité, tandis que l'Épée essaya de la ranimer avec sa lumière. Alors que cela semblait ne pas fonctionner, les deux abandonnent son corps pour rechercher les responsables.
Bien que Brigid O'Reilly soit morte, elle fut transformée en Mayhem. Dans cette nouvelle forme, Mayhem aide la Cape et l'Épée à trouver et à lutter contre la corruption de la police. Elle tue ensuite Falcone, comme promis. Elle est désormais une justicière, ne montrant aucune pitié pour les trafiquants de drogue et autres criminels qu'elle poursuit.
Brigid était considérée comme une recrue potentielle du programme Initiative, conformément à Civil War: Battle Damage Report.

## Pouvoirs et capacités
Mayhem secrète un gaz vert toxique par ses pores, qui tend à l'entourer. Si ce gaz pénètre l'autre personne par voie sanguine, il paralysera la personne pour un temps indéterminé. Par conséquent, Mayhem attaque les gens en griffant leur peau avec ses ongles, de sorte que les gaz entrent en contact avec leur sang.
Le gaz peut aussi agir comme sérum de vérité, forçant les victimes de Mayhem de lui dire la vérité. Les dagues de lumière de l'Épée se dissipent au contact du gaz.
Mayhem peut aussi se déplacer en lévitant

## Autre version
Dans l'univers Ultimate Marvel, Brigid O'Reilly est un agent de la police de New York qui chasse les adolescents criminels Styx et Stone dans un effort de retracer le gang des Serpent Skulls. Son partenaire, Terry Schreck, est gravement blessé et meurt à l'hôpital. Plus tard, elle en parle à son informateur Bart Rozum, avant d'apprendre que le corps de Terry avait disparu de la morgue.

## Dans d'autres médias
Brigid O'Reilly apparaît dans Marvel's Cloak & Dagger, qui appartient à l'univers cinématographique Marvel (MCU), interprété par Emma Lahana. O'Reilly travaillait auparavant dans Harlem, avant de déménager à la Nouvelle-Orléans (son nom est d'ailleurs mentionné dans la saison 2 de Luke Cage). 
Son premier cas important est l'enquête sur le coup de poignard de Rick Coton, mais elle en déduit qu'il a essayé de violer celle qui l'a poignardé. L'affaire est rejetée par Connors, qui l'agace, mais elle parvient à obtenir l'histoire complète de la victime en question, Tandy Bowen. Quelque temps après, elle s'engage à surveiller Connors pour Tyrone Johnson, en partie à cause de ses doutes sur l'agent et tente de s'approcher de lui. O'Reilly et son petit ami, l'officier Fuchs, aident Tyrone à obtenir une confession du détective Connors reconnaissant avoir abattu Billy Johnson, le conduisant à son arrestation. L'affaire est couronnée de succès, mais le lendemain, O'Reilly retrouve Fuchs mort dans son réfrigérateur. Connors est libéré de prison et frappe Brigid devant les autres agents afin de montrer que tout le monde était contre elle. O'Reilly va à la rescousse de Tyrone pendant le carnaval du Mardi gras quand la police vient après lui, mais ils sont tous les deux sont arrêtés. Ils s'enfuient du commissariat pendant que l'épidémie de Terreur se répand dans la ville. Après s'être échappée, O'Reilly arrive à l'un des tuyaux de Roxxon, où elle se fait tirer dessus par Connors. Après être tombée dans l'eau à cause des tirs et avoir été exposée à l'énergie qui l'a frappée, Brigid semble sortir de l'eau indemne, avec des yeux brillants. Il est révélé huit mois plus tard que de son contact avec l'énergie sombre, Brigid a provoqué la naissance d'un doppelgänger, Mayhem.